# Río de la Maimona
Río de la Maimona är ett periodiskt vattendrag i Spanien. Det ligger i den östra delen av landet, 270 km öster om huvudstaden Madrid.